# Poblado de Cala Morell
El poblado de Cala Morell es un asentamiento pretalayótico ubicado en el municipio español de Ciudadela, en Menorca. Está situado sobre un promontorio rocoso de unos 35 metros de altura, en el lado que cierra la entrada por mar a la Cala Morell por el lado noreste. Este promontorio está protegido por una muralla de piedra en seco en la zona donde se une a tierra firme. Presenta muchos rasgos en común con Es Castellet des Pop Mosquer, un asentamiento situado a pocos kilómetros.
Es uno de los treinta y dos yacimientos prehistóricos menorquines que se presentan a la candidatura de la Menorca Talayótica como patrimonio de la humanidad ante la UNESCO.

## Características
En el yacimiento se distinguen, en superficie, una docena de navetas de habitación o naviformes, viviendas típicas de la Edad del Bronce en Menorca y Mallorca. En la parte más alta se observa una estructura de planta circular de unos cuatro metros de diámetro, construida con grandes bloques de piedra y de función por ahora desconocida. En el centro del poblado hay dos depresiones excavadas en la roca, interpretadas como depósitos para almacenar el agua de lluvia. Todo el conjunto se encuentra protegido por una muralla de piedra en seco, que cierra el acceso al promontorio por la parte de tierra. Por el lado del mar, las rocas son lo suficientemente altas y escarpadas como para constituir una defensa natural.
En 1996 se dibujó una planimetría detallada del yacimiento, por parte del equipo de investigación del Museo de Menorca. Actualmente, un equipo de arqueólogos vinculados al Museo de Ciudadela y al Museo de Historia de Manacor están desarrollando excavaciones arqueológicas. Este proyecto se denomina "Entre Illes" (Entre Islas) plantea, partiendo de unos objetivos y metodología comunes, la intervención arqueológica en dos promontorios costeros: Sa Ferradura (Porto Cristo, Mallorca) y Es coll de cala Morell (Ciudadela, Menorca.
En los últimos años, el marco de este proyecto, se ha realizado la excavación arqueológica de las navetas 11 y 12, además de la construcción situada en la parte más alta del poblado. Se trata de unas navetas de habitación orientadas al sur, siendo edificios de funcionalidad doméstica que están adosados a la muralla. En el interior de estas estructuras se documenta un hogar y unas banquetas que lo rodean. En el espacio situado delante de la fachada de la naveta 11 se encuentra una base de molino in situ y una estructura de barro, ambas relacionadas seguramente con la preparación de alimentos (molienda de cereales, etc). Sin embargo, en la naveta 12 este tipo de estructuras no se han documentado, pero sí dos muretes que cierran la entrada.

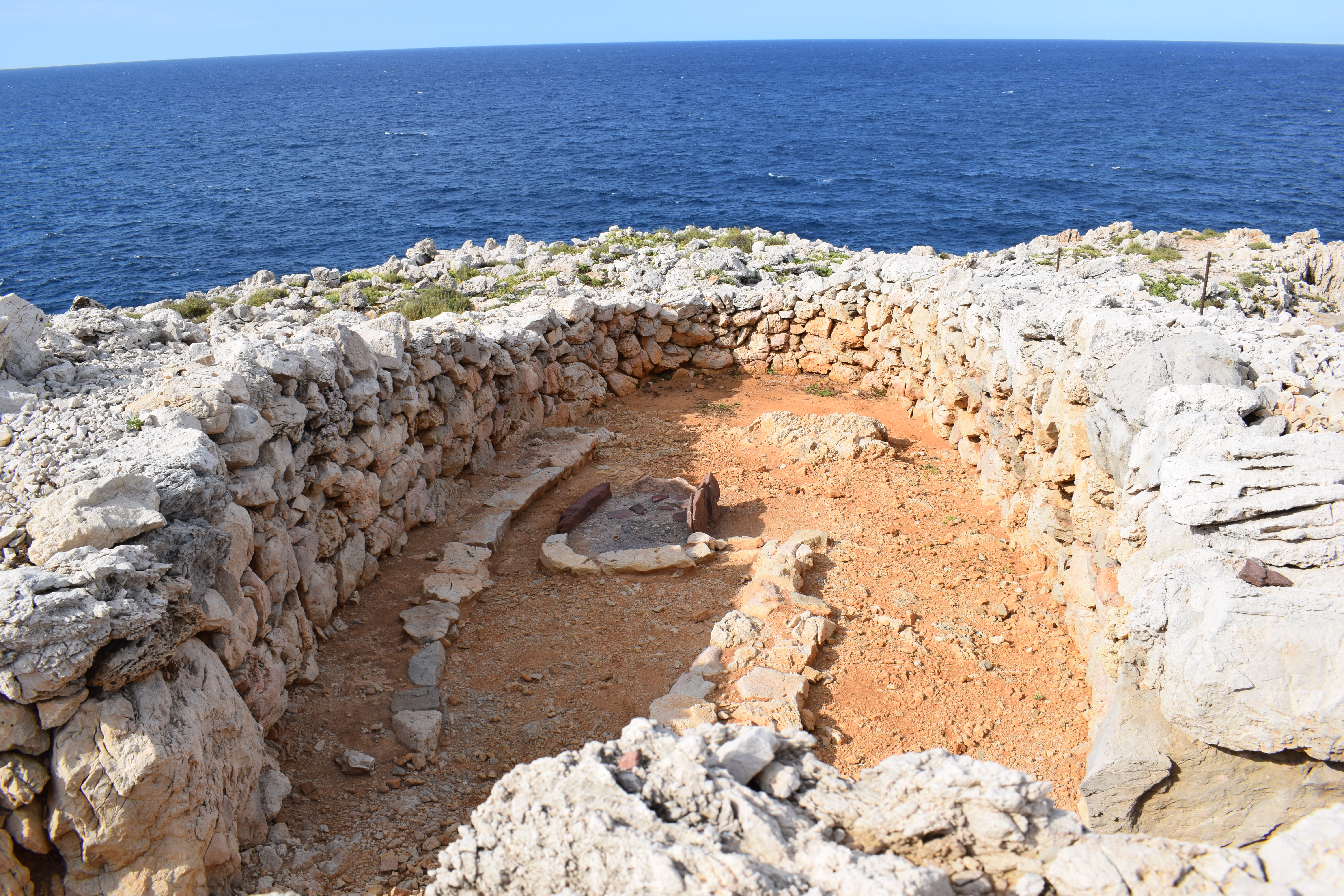
Interior de una de las navetas excavadas, con el hogar y las banquetas hacia el centro

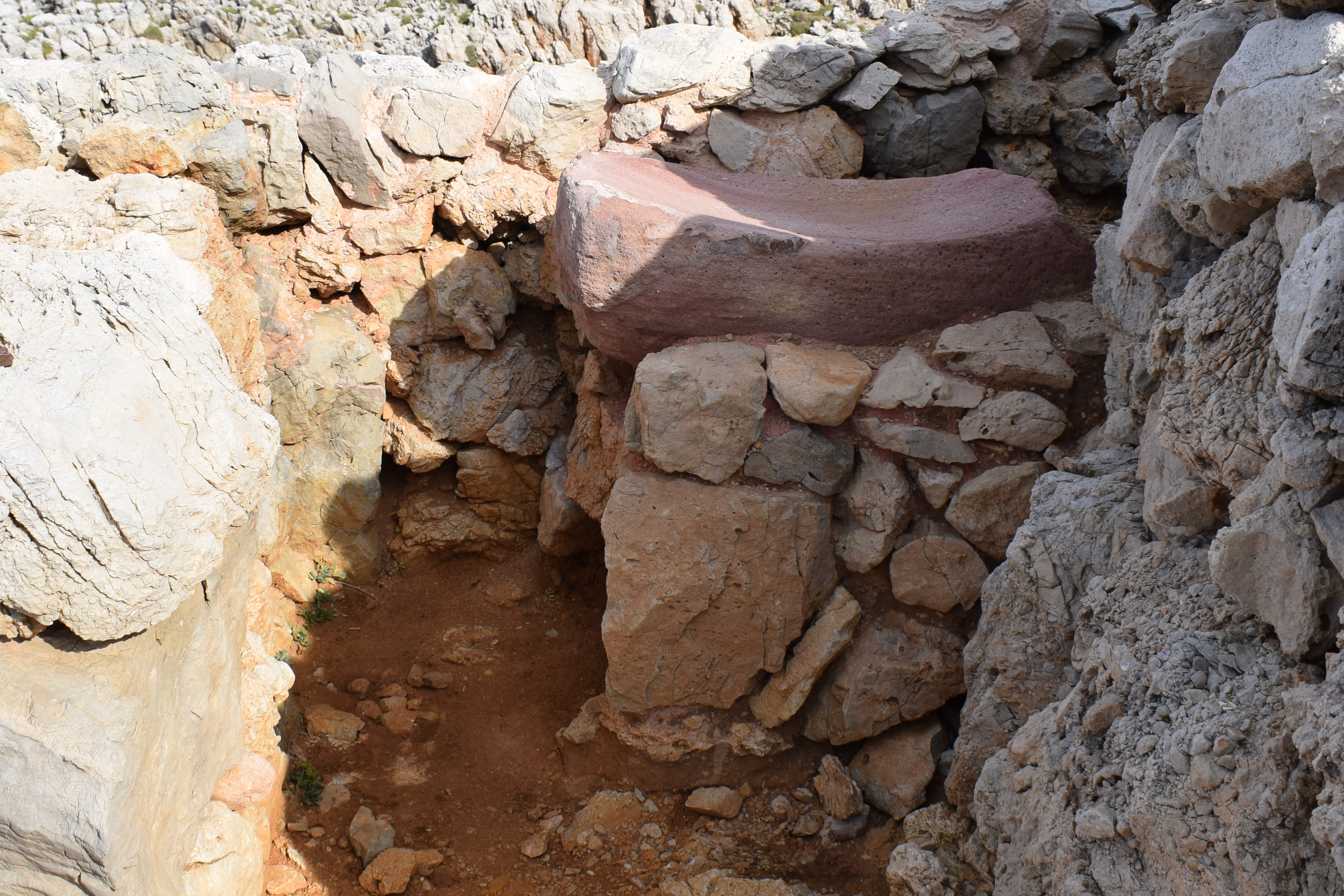
Base de molino delante de la fachada de la Naveta 11

Las estructuras documentadas, junto con los materiales recuperados (cerámica, herramientas hechas en hueso como punzones y espátulas, molinos manuales, etc.) así como la gran cantidad de restos de animales domésticos (cabra, oveja, cerdo y, sobre todo, vaca) confirman el uso de las navetas como espacio doméstico. Por otra parte, la ausencia de restos de animales marinos (peces, moluscos, crustáceos, etc.) parece evidenciar que los habitantes de este lugar, pese a la proximidad al mar, no explotaban los recursos marinos. Aunque pueda parecer sorprendente, es un hecho que se constata a lo largo de prácticamente toda la prehistoria de la isla en todos los yacimientos excavados.
Las dataciones radiocarbónicas indican que el poblado stuvo ocupado entre el 1600 y el 1200 a. C., aproximadamente.
La hipótesis de los investigadores es que la ubicación del poblado respondería sobre todo a necesidades defensivas en un contexto de conflictividad social.